# Gutenberg-Schalun
Gutenberg-Schalun. Eine Geschichte aus dem 14. Jahrhundert (lett. "Gutenberg-Schalun. Una storia del XIV secolo") è un romanzo storico del 1897 della scrittrice liechtensteinese Hermine Rheinberger. 

## Trama
Nel 1308 il conte Ulrich e sua figlia Hilda vivono nel castello di Gutenberg, situato tra Meilis e Palazoles. Ulrich vuole difendere il popolo affamato e partecipa alla cospirazione contro Alberto I d'Asburgo, presto assassinato, e vengono menzionati altri personaggi come Guglielmo Tell e il cavaliere Thuring von Brandis.
È a quest'ultimo che Hilda viene promessa in sposa, ma essendo innamorata di Walter von Schalun non vuole avere nulla a che fare con il marito. Walter le donerà un anello, ma sua madre è contraria all'unione a causa del coinvolgimento nell'uccisione del re del padre di Hilda.
Quando il castello di Gutenberg viene assediato dalle truppe asburgiche, Walter supporta il conte Ulrich e può quindi chiedere la mano di sua figlia. Il castello verrà conquistato, ma la coppia riuscirà a sposarsi e si trasferirà nello Wildschloss.
Vengono descritti anche i festeggiamenti e le usanze della gente di montagna. Altri fili narrativi presenti nella trama riguardano l'amicizia tra Heinz, pastorello e poi guardia forestale, e la selvaggia Gretli, che poi si sposeranno, il guardiano Wolfhart e altre figure della storia e delle leggende della regione.

## Critica
Pubblicato con una tiratura di 500 copie, il romanzo ricevette commenti positivi, apprezzato soprattutto per le rappresentazioni delle scene popolari e per le descrizioni della natura, mentre i dialoghi vennero giudicati di minor valore.

## Edizioni
- (DE) Gutenberg-Schalun. Eine Geschichte aus dem 14. Jahrhundert, Coira, H. Fiebig, 1897.
- (DE) Gutenberg-Schalun. Eine Geschichte aus dem 14. Jahrhundert, Vaduz, H.P.  Gassner, 1980.